# تی‌اس‌اس دوک آو آلبانی
تی‌اس‌اس دوک آو آلبانی (به انگلیسی: TSS Duke of Albany) یک کشتی بود که طول آن ۳۳۰٫۵ فوت (۱۰۰٫۷ متر) بود. این کشتی در سال ۱۹۰۷ ساخته شد.